# Kavel (grond)
Een kavel is een relatief klein, samenhangend stuk grond dat één bepaalde vorm van grondgebruik heeft en dat meestal is omgeven door een duidelijk herkenbare grens, in de vorm van afrasteringen, heggen of sloten.
Een kavel is niet hetzelfde als een perceel:
- Een kavel is een planologische of stedenbouwkundige eenheid; tijdens een gebiedsontwikkeling wordt een stuk grond eerst opgedeeld in verschillende kavels, vaak met een specifiek doeleinde (zoals een landbouwkavel of een bouwkavel)
- Een perceel met eigenaar(s) is een in het Kadaster bijgehouden juridische eenheid; een stuk grond waarvoor één rechtsorde geldt.

Het komt vaak voor dat een kavel is onderverdeeld in verschillende percelen, elk met een andere eigenaar. Zo kan bijvoorbeeld één deel van een kavel met hypotheek bezwaard zijn en een ander deel niet, of rust er op een gedeelte een zakelijk recht, zoals een erfdienstbaarheid.
Tegelijkertijd is een perceel niet noodzakelijk tot slechts één kavel beperkt; wanneer meerdere (aaneengesloten) kavels tot één eigenaar behoren kan namelijk nog steeds van één perceel gesproken worden.
In de 19e en 20e eeuw werden landmeters betaald per ingemeten perceel (stukloon), zodat zij er baat bij hadden zo veel mogelijk percelen te creëren.